# Eberhard Friedrich von Georgii

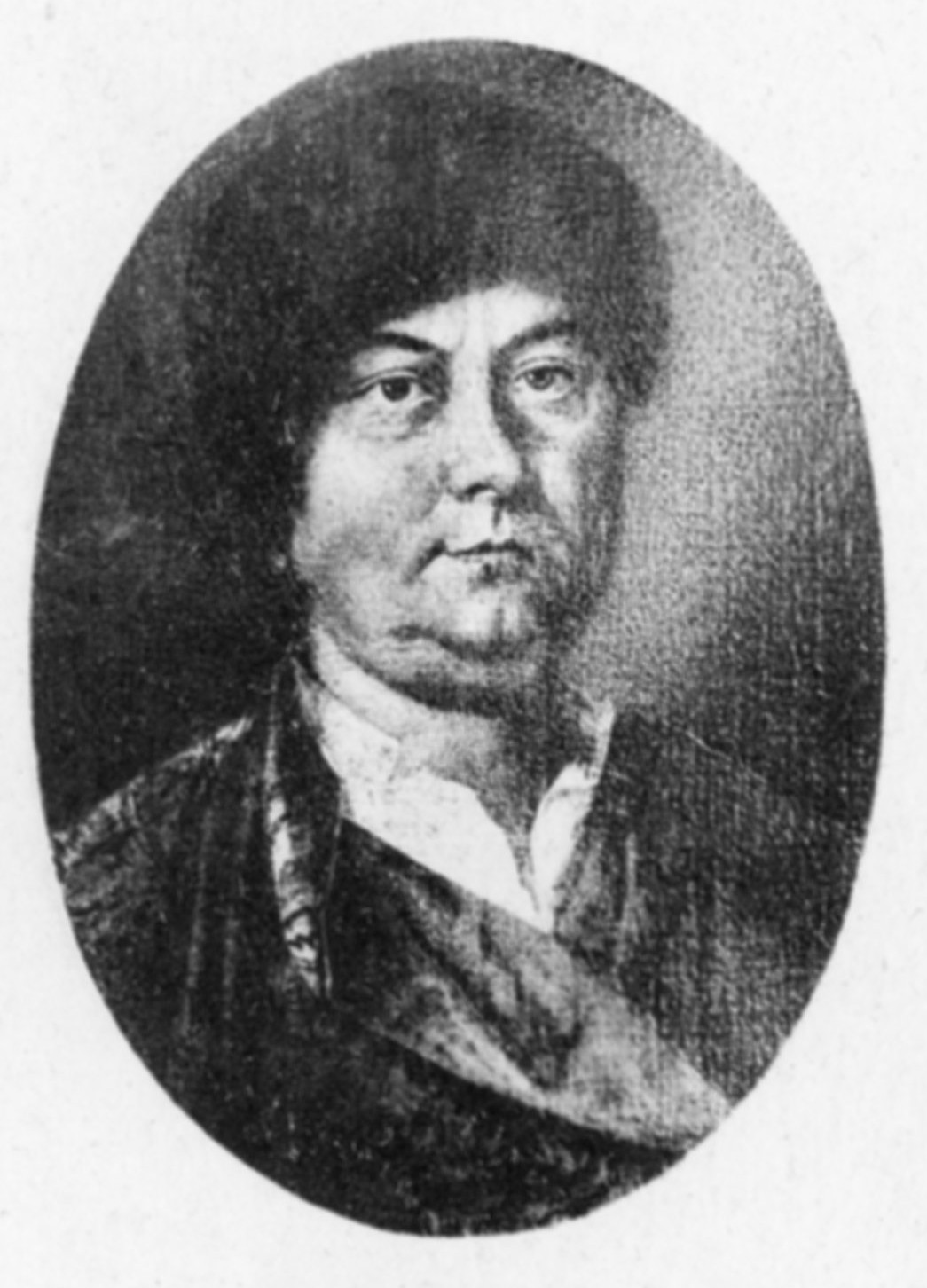
Eberhard Friedrich von Georgii

Eberhard Friedrich von Georgii (* 18. Januar 1757 in Stuttgart; † 13. April 1830 ebenda) war ein deutscher Jurist und württembergischer Staatsmann. 

## Leben
Eberhard Friedrich war ein Sohn von Christian Eberhard von Georgii und dessen Ehefrau Heinrike Dorothea (1726–1773), Tochter des Mediziners Burkhard David Mauchart. Er studierte in Tübingen und Göttingen Jura. 1780 wurde er für kurze Zeit Professor der Rechte an der Karlsschule. Dann wurde er zum Regierungs- und Konsistorialrat ernannt. Als landständischer Deputierter nahm er am Rastatter Kongress teil. Als König Friedrich 1805 die altwürttembergische Verfassung außer Kraft setzte, verweigerte Georgii den Diensteid und zog sich ins Privatleben zurück. Nach einiger Zeit kehrte er jedoch wieder in den Justizdienst zurück und wurde einige Jahre später noch Präsident des württembergischen Obertribunals.
Er war seit 1782 mit Louise Friederike (1762–1811), Tochter des Mediziners Johann Gottlieb Mörike (1732–1785) und Tante von Eduard Mörike, verheiratet. 1812 heiratete er Charlotte (1784–1871), Tochter des Oberamtmanns Ludwig Heinrich von Abel (1752–1818) und dessen Ehefrau Johanna Amalia Mörike (1764–1794).

## Schriften (Auswahl)
- Anti-Leviathan oder über das Verhältnis der Moral zum äussern Recht und zur Politik. Vandenhoeck & Ruprecht, Göttingen 1807.
- Untersuchung der Frage: Ob und wiefern Jus eundi in partes das Recht sich in Partheien zu trennen auf teutsche Landes- und Stände-Versammlungen anwendbar sey? Metzler, Stuttgart 1817.
- Rechtliche Erörterung der Frage: ob das Kirchengut Eigenthum der würtembergischen protestantischen Kirche oder des Staates sey? Stuttgart 1821.
- Über die Revision des Civil-Rechts und Abfassung eines allgemeinen deutschen Gesezbuchs mit besonderer Anwendung auf Würtemberg. Stuttgart & Tübingen 1821.
- Entwurf einer Pfand- und Hypothekenordnung für das Königreich Würtemberg mit besonderer Hinsicht auf den Concurs. Steinkopf, Stuttgart 1823.
- Untersuchung der Frage: Soll die abgesonderte Verwaltung des altwürtembergischen Kirchenguts wieder hergestellt werden und wie soll diess geschehen? Metzler, Stuttgart 1830.

## Ehrungen
- 1823 wurde  Eberhard Friedrich Georgii mit dem Kommenthurkreuz des Ordens der Württembergischen Krone ausgezeichnet.[1]